# Ліра (сузір'я)

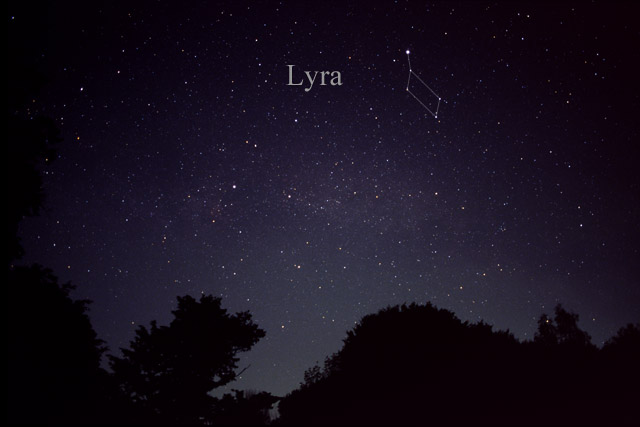
Ліра неозброєним оком

Лі́ра (лат. Lyra) — невелике сузір'я північної півкулі неба, розташоване між Геркулесом і Лебедем.

## Історія

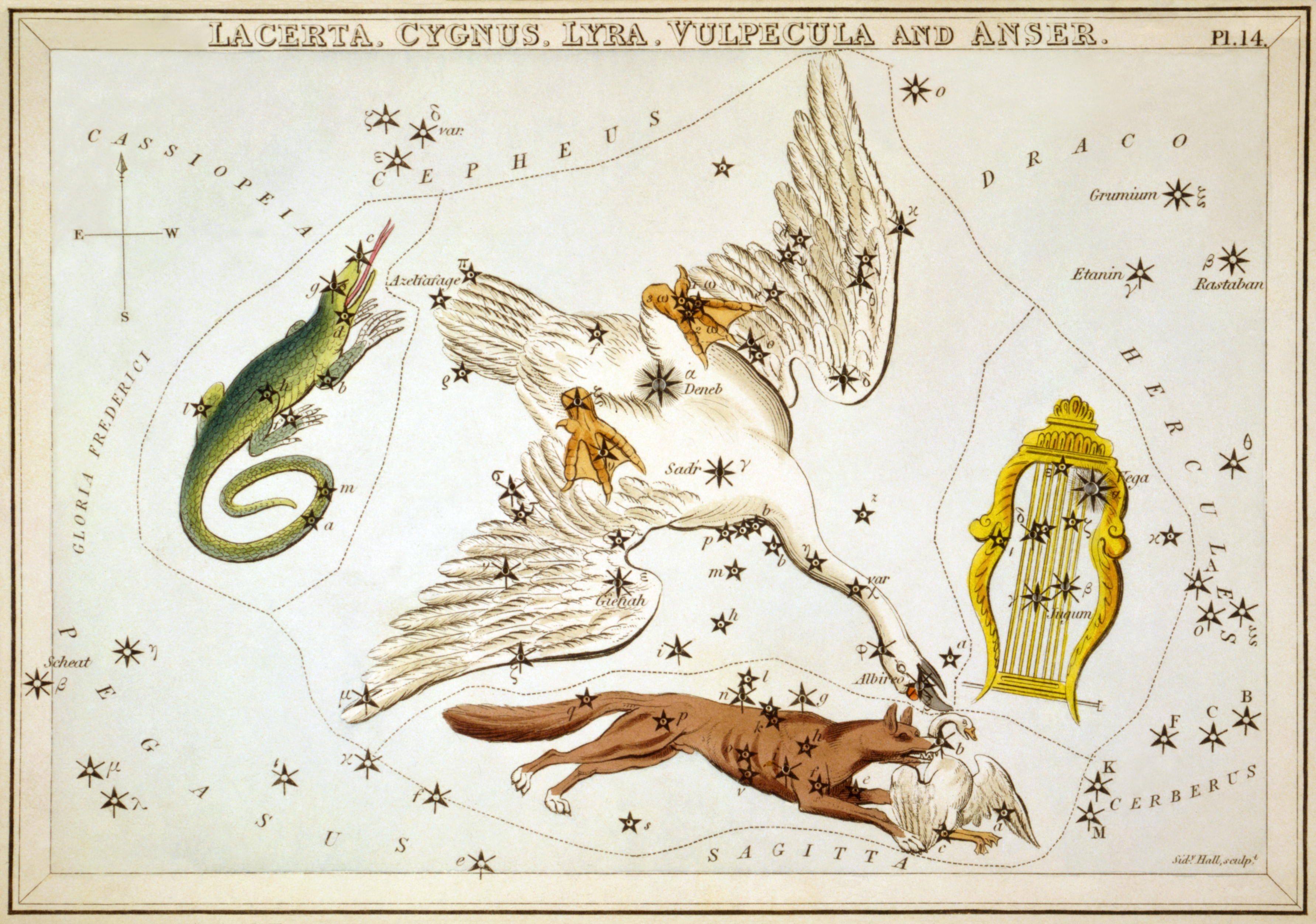
Сузір'я Ліра, Лебідь, Ящірка та Лисиця з Гускою з «Дзеркала Уранії», набору тематичних карток, опублікованого в Лондоні близько 1825 року

Стародавнє сузір'я. Включене в каталог зоряного неба Клавдія Птолемея «Альмагест». Ліра — улюблений музичний інструмент у Стародавній Греції, і, очевидно, тому міфи називають цілий ряд власників його прототипу: Аріон, Орфей і Аполлон, що одержав її від Гермеса.

## Цікаві об'єкти

### Зорі
Найяскравіша зоря — Вега (α Ліри) — має видиму зоряну величину +0,03m і є другою за яскравістю (після Арктура) зіркою північної півкулі. Вега є одним з кутів Літнього трикутника.
Одна з цікавих зірок — Шеліак (β Ліри), що є затемнюваною подвійною зорею і прототипом класу змінних зір типу β Ліри. Пульсуюча змінна зоря RR Ліри дала назву іншому класу змінних зірок.

### Об'єкти далекого космосу
У Лірі розташовані такі об'єкти далекого космосу:
- М 56 — кулясте скупчення на відстані 32 900 світлових років, діаметр якого становить 85 світлових років.
- Туманність Кільце — одна з найвідоміших планетарних туманностей.

### Екзопланети
У сузір'ї відкрито декілька екзопланет, серед яких: WASP-3b, HAT-P-5b, GJ 758 b і c, HD 178911 Bb, HD 177830 b, TrES-1, і HD 173416 b. 2010 року місія Кеплер відкрила в Лірі дві додаткові планети — Kepler-7b і Kepler-8b і дві планети в системі зорі Kepler-9. 2013 року відкрито ще кілька планет, серед них 5 планет зорі Kepler-62 — Kepler-62e і Kepler-62f у зоні, де можливе життя.